# Triaspidis
Triaspidis är ett släkte av insekter. Triaspidis ingår i familjen pansarsköldlöss.
Kladogram enligt Catalogue of Life:
| Triaspidis | \| \| Triaspidis alba \| \| \| \| \| \| Triaspidis bicornis \| \| \| \| |
|            | \| \| Triaspidis alba \| \| \| \| \| \| Triaspidis bicornis \| \| \| \| |
|            | Triaspidis alba                                                         |
|            |                                                                         |
|            | Triaspidis bicornis                                                     |
|            |                                                                         |